# Drátěné dopravní pásy
Drátěné dopravní pásy slouží pro plynulý přesun různých materiálů a výrobků. Drátěné dopravní pásy nacházejí své uplatnění téměř ve všech odvětvích průmyslu jako prostředky pro urychlení dopravy a manipulace s výrobky a celkové zefektivnění výroby. Často jsou tyto pásy jednou z klíčových součástí výrobních zařízení a technologických celků.

## Funkce
Drátěné dopravní pásy se užívají se všude tam, kde klasické dopravní pásy přestávají plnit funkci. Předměty, které jsou dopravovany po drátěných dopravních pásech mohou být rozličné svojí hmotností a velikostí. Pásy jsou využívány při teplotách −50 °C až +1 100 °C, a to jak na linkách s přísnými hygienickými požadavky, tak i v opačném extrému v těžkých a teplých provozech. Splnění takových požadavků zajistí vhodně zvolený typ pásu spolu s jakostí použitého materiálu.
Drátěné dopravní pásy jsou vyráběny z drátů kruhového průřezu v jakosti, která nejlépe odpovídá účelu použití a provozním podmínkám.